# Santa Rosa (departamento de Catamarca)

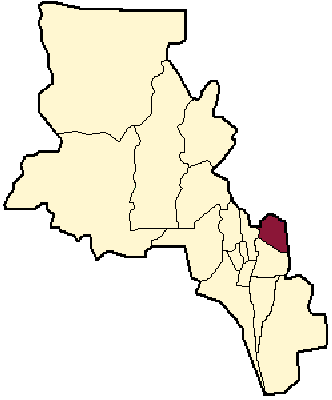
Santa Rosa, Catamarca

Santa Rosa é um departamento da Argentina, localizado na província de Catamarca.